# 컬러 오브 우먼
《컬러 오브 우먼》은 2011년 12월 5일부터 2012년 2월 7일까지 방송 되었던 채널 A 월화 드라마이다.
한편, 집필자 중의 한 명인 최연지 작가는 2000년 SBS 착한 남자 이후 해당 작품으로 드라마 집필활동을 재개했는데 2006년 11월 삼화네트웍스와 전속계약을 맺고 미니시리즈를 집필할 예정이었으나 방송사 미확정으로 무산됐다.

## 줄거리
화장품 회사를 배경으로 두 여자의 불꽃 튀는 경쟁과 솔직 대담 로맨스를 담아내며 여성들의 공감과 판타지를 그린 코믹 멜로 드라마다.

## 등장 인물

### 주요 인물
- 윤소이 : 변소라 역
- 이수경 : 왕진주 역
- 재희 : 윤준수 역
- 심지호 : 강찬진 역

### 그 외 인물
- 박근형 : 윤 회장 역
- 전수경 : 성애심 역
- 김병세 : 남중근 역
- 이아현 : 오미래 역
- 안선영 : 송예진 역
- 성동일 : 박찬호 역
- 이현재 : 제이슨 허 역
- 지유 : 이미소 역
- 박상면 : 박우철 역
- 김주영 : 이준상 역
- 김해인 : 윤지 역
- 김결
- 정현남

## 시청률
| 2011년 | 2011년    | 2011년                               | 2011년          |
| 회차   | 방송일    | 부제                                 | AGB 전국 시청률 |
| ------ | --------- | ------------------------------------ | --------------- |
| 제1회  | 12월 5일  | 난 너랑 자고 싶지 않아               | 0.757%          |
| 제2회  | 12월 6일  | 변~해야한다! 변~소라                 | 0.841%          |
| 제3회  | 12월 12일 | 립스틱 바르는 날                     | 0.673%          |
| 제4회  | 12월 13일 | 나에 대한 그 소문... 사실이면 좋겠어 | 0.668%          |
| 제5회  | 12월 19일 | 다시 시작해도 될까요?                | 0.610%          |
| 제6회  | 12월 20일 | 소라의 선택                          | 0.438%          |
| 제7회  | 12월 26일 | 밤 고양이들                          | 0.604%          |
| 제8회  | 12월 27일 | 키스를 부르는 짬뽕                   | 0.432%          |
| 2012년 |           |                                      |                 |
| 제9회  | 1월 2일   | 남자 콩쥐 팥쥐                       | 0.519%          |
| 제10회 | 1월 3일   | 한지붕 세남녀                        | 0.364%          |
| 제11회 | 1월 9일   | 베일 속의 찬진                       | 0.375%          |
| 제12회 | 1월 10일  | 그날 밤에 생긴 일                    | 0.422%          |
| 제13회 | 1월 16일  | 폭로되는 비밀들                      | 0.385%          |
| 제14회 | 1월 17일  | 내 남자의 여자친구                   | 0.331%          |
| 제15회 | 1월 23일  | 어쩌면 좋아                          | 0.293%          |
| 제16회 | 1월 24일  | 황당한 스캔들                        | 0.271%          |
| 제17회 | 1월 30일  | 컬러 오브 러브                       | 0.363%          |
| 제18회 | 1월 31일  | 낯선 로맨스                          | 0.380%          |
| 제19회 | 2월 6일   | 사랑은 아프다                        | 0.309%          |
| 제20회 | 2월 7일   | 첫사랑은 이루어지지 않는다?          | 0.528%          |

## 경쟁 프로그램
- 빠담빠담… 그와 그녀의 심장박동소리 (JTBC, 2011년 12월 5일 ~ 2012년 2월 7일)